# Royal Blood
Royal Blood ist ein britisches Garage- und Bluesrock-Duo, das 2013 in Worthing gegründet wurde. Im Gegensatz zu herkömmlichen Rockbands besteht Royal Blood nur aus zwei Mitgliedern, dem Bassisten und Sänger Mike Kerr und dem Schlagzeuger Ben Thatcher. Durch die Verwendung mehrerer Effektpedale emuliert  Kerr den Klang einer verzerrten E-Gitarre, wodurch das Fehlen eines Gitarristen kompensiert wird.

## Geschichte
Royal Blood wurde im Jahr 2013 in Worthing von den Freunden Mike Kerr (Gesang, E-Bass) und Ben Thatcher (Schlagzeug) gegründet. Der Arctic-Monkeys-Schlagzeuger Matt Helders wurde mit einem T-Shirt, auf dem er die Band unterstützte, während des Glastonbury-Festival-Konzerts im Juli 2013 gesehen, noch bevor Royal Blood ihre erste Single veröffentlicht hatten.
Am 11. November 2013 veröffentlichte das Duo seine Debüt-Single Out of the Black zusammen mit der B-Seite Come On Over.
Im November 2013 wurde angekündigt, dass Royal Blood die Arctic Monkeys bei zwei Shows im Finsbury Park im Mai 2014 begleiten werden. Im Dezember 2013 wurden Royal Blood für den BBC Sound of 2014 nominiert.
Royal Blood veröffentlichten am 11. Februar 2014 die Single Little Monster. Die Band veröffentlichte auch eine Vier-Track-EP mit den Liedern Out of the Black, Little Monster, Come On Over und Hole am 11. März 2014 in Nordamerika.
Royal Blood traten im März beim South by Southwest in Austin und in den folgenden Monaten bei Liverpool Sound City, beim Glastonbury Festival und beim Reading Festival auf. Ihr Auftritt am Eröffnungstag des Open Air Gampel im August 2014 bewirkte ebenfalls ein entsprechendes Echo.
Im August 2014 erschien das Debütalbum Royal Blood. Das Lied Out of the Black wurde außerdem als Titelsong für den deutschen Kinofilm Who Am I – Kein System ist sicher verwendet.
Bei den BRIT Awards in London im Februar 2015 erhielt die Band die Auszeichnung als beste britische Band von Jimmy Page überreicht.
Am 9. Juni 2024 waren sie als Linup des dritten Tags von Rock im Park in Nürnberg vertreten.

## Diskografie
Studioalben

| Jahr | Titel Musiklabel                      | Höchstplatzierung, Gesamtwochen, AuszeichnungChartplatzierungen (Jahr, Titel, Musiklabel, Platzierungen, Wochen, Auszeichnungen, Anmerkungen) | Höchstplatzierung, Gesamtwochen, AuszeichnungChartplatzierungen (Jahr, Titel, Musiklabel, Platzierungen, Wochen, Auszeichnungen, Anmerkungen) | Höchstplatzierung, Gesamtwochen, AuszeichnungChartplatzierungen (Jahr, Titel, Musiklabel, Platzierungen, Wochen, Auszeichnungen, Anmerkungen) | Höchstplatzierung, Gesamtwochen, AuszeichnungChartplatzierungen (Jahr, Titel, Musiklabel, Platzierungen, Wochen, Auszeichnungen, Anmerkungen) | Höchstplatzierung, Gesamtwochen, AuszeichnungChartplatzierungen (Jahr, Titel, Musiklabel, Platzierungen, Wochen, Auszeichnungen, Anmerkungen) | Anmerkungen                                               |
| Jahr | Titel Musiklabel                      | DE | AT | CH | UK | US | Anmerkungen                                               |
| ---- | ------------------------------------- | --- | --- | --- | --- | --- | --------------------------------------------------------- |
| 2014 | Royal Blood Black Mammoth             | DE40 (3 Wo.)DE | AT24 (4 Wo.)AT | CH6 (21 Wo.)CH | UK1 ×2Doppelplatin · (98 Wo.)UK | US17 (7 Wo.)US | Erstveröffentlichung: 22. August 2014 Verkäufe: + 690.000 |
| 2017 | How Did We Get So Dark? Black Mammoth | DE17 (3 Wo.)DE | AT13 (2 Wo.)AT | CH4 (9 Wo.)CH | UK1 Gold · (36 Wo.)UK | US25 (2 Wo.)US | Erstveröffentlichung: 16. Juni 2017 Verkäufe: + 100.000   |
| 2021 | Typhoons Black Mammoth                | DE20 (2 Wo.)DE | AT17 (1 Wo.)AT | CH9 (3 Wo.)CH | UK1 Gold · (11 Wo.)UK | US48 (1 Wo.)US | Erstveröffentlichung: 30. April 2021 Verkäufe: + 100.000  |
| 2023 | Back to the Water Below Black Mammoth | DE38 (2 Wo.)DE | AT65 (1 Wo.)AT | CH9 (2 Wo.)CH | UK1 (2 Wo.)UK | — | Erstveröffentlichung: 1. September 2023                   |